# Мусцимол
Мусцимол — основна психоактивна речовина, що міститься в багатьох грибах роду Amanita (мухомор). Мусцимол є потужним селективним агоністом ГАМКА-рецептора.
Мусцимол, завдяки своїй потужній взаємодії з рецепторами ГАМКА (GABAA), чинить значний вплив на центральну нервову систему. Його здатність посилювати гальмівну нейротрансмісію та захищати нейрони від екситотоксичного пошкодження робить його сполукою, що викликає великий інтерес у нейрофармакології. Різноманітні фармакологічні ефекти мусцимолу, від нейропротекції та знеболення до когнітивної модуляції та протисудомних властивостей, підкреслюють його терапевтичний потенціал при різних неврологічних та психіатричних розладах. Поточні дослідження продовжують вивчати і розширювати можливості застосування мусцимолу в медицині.

## Біологія

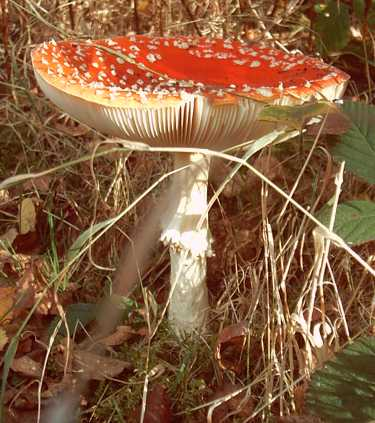
Мухомор червоний, що містить мусцимол

Мусцимол виробляється грибами видів мухомор червоний, мухомор пантерний і мухомор яскраво-жовтий поряд з мускарином, мусказоном і іботеновою кислотою. У мухоморі червоному під шкіркою шапинки міститься найвища концентрація психоактивних речовин. На відміну від іботенової кислоти, мусцимол є безпечним для вживання людиною, не викликає галюцинацій.
Мусцимол визнаний потужним агоністом іонотропних ГАМКА. Імітуючи гальмівний нейромедіатор ГАМК, мусцимол активує ці рецептори, що призводить до відкриття хлоридних каналів і подальшої гіперполяризації нейронів. Це призводить до зниження збудливості нейронів, що має вирішальне значення для підтримки балансу між процесами збудження і гальмування в центральній нервовій системі.
Біохімічні властивості мусцимолу роблять його цінним інструментом для дослідження ГАМК-ергічних механізмів. Його висока спорідненість та специфічність до рецепторів ГАМКА дозволяє дослідникам вивчати синаптичну передачу, динаміку нейронних ланцюгів та загальну роль ГАМК-ергічного гальмування в різних фізіологічних та патологічних станах.
Позитивні Ефекти Мусцимолу:

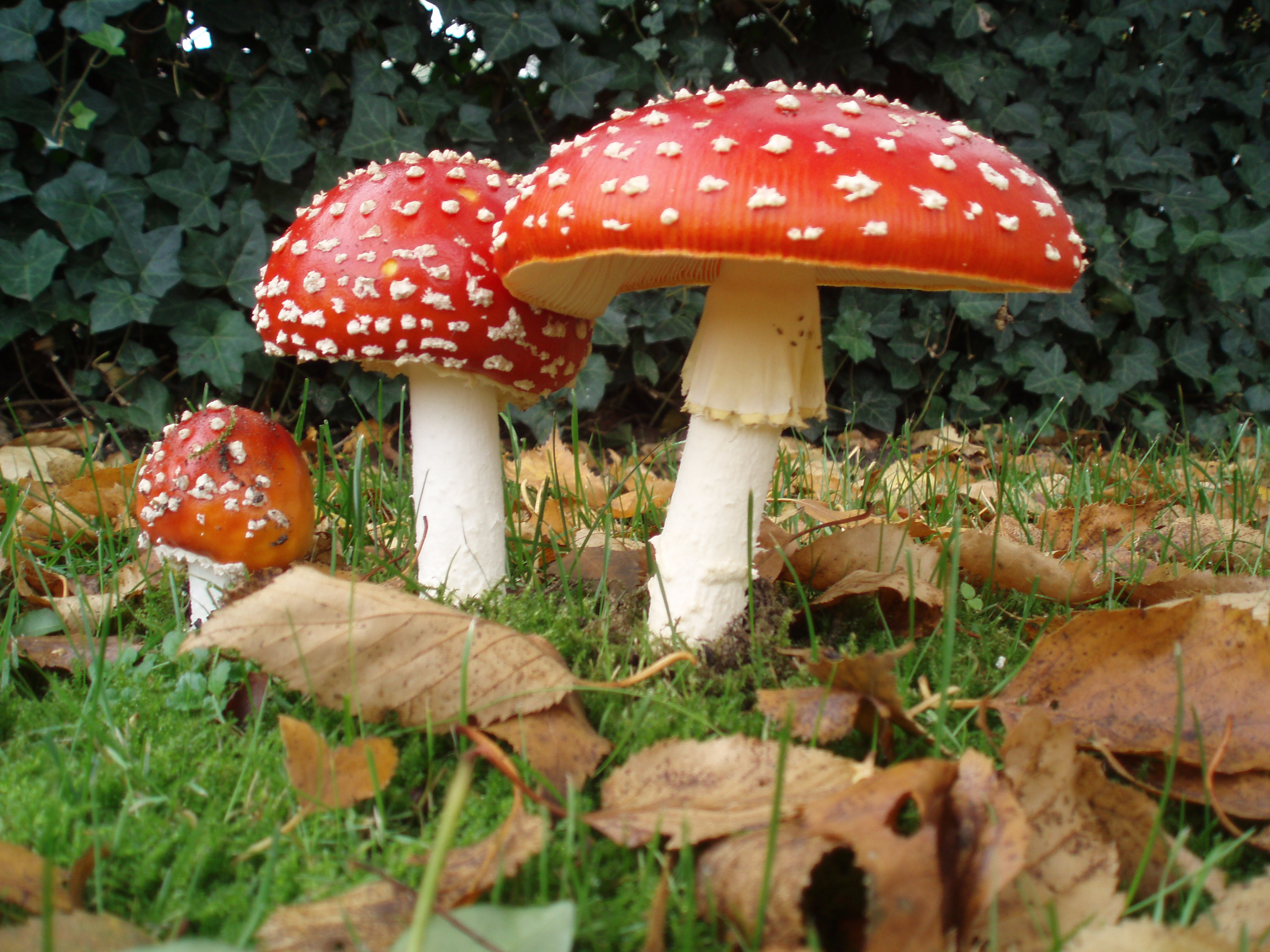
Amanita muscaria, which contains muscimol

- Зменшення стресу: Мусцимол стимулює ГАМК-чутливі рецептори, зменшуючи кількість нейронних сигналів, що генеруються і транспортуються по всьому тілу.
- Розслаблення: Він також має заспокійливий вплив на м'язову тканину, забезпечуючи розслаблення і відновлення м'язів.
- Зменшення тривожності: Мусцимол може значно знизити рівень тривожності та стресу.
- Покращення якості сну: Прийом мусцимолу перед сном може покращити якість та ефективність відпочинку.

## Фармакологія

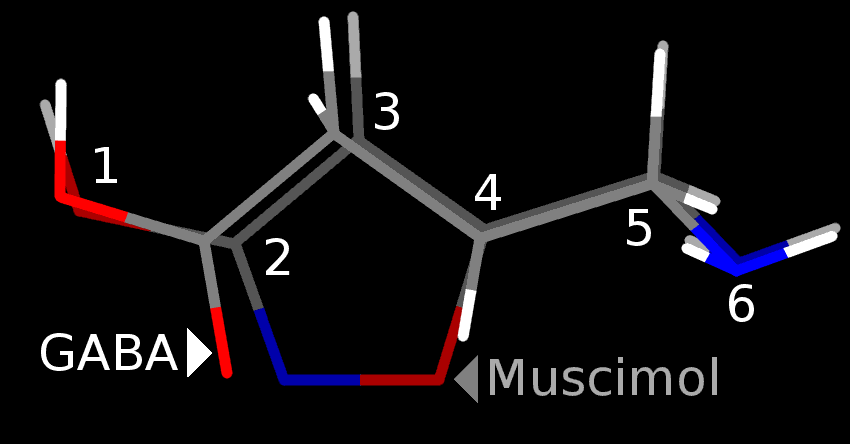
Молекули GABA і мусцимолу можуть мати схожі 3D-конформації, які накладені одна на одну на цьому зображенні. Через цю подібність мусцимол зв'язується з певними GABA-рецепторами.

Мусцимол - це одна з ключових хімічних сполук, що містяться в грибах Amanita Muscaria, відомих також як мухомори. Ця сполука має значний потенціал у фармакології, завдяки своїм унікальним властивостям і впливу на організм людини.

### Механізм дії
Мусцимол в першу чергу функціонує як агоніст ГАМКА рецепторів, тобто він імітує дію ГАМК, основного гальмівного нейромедіатора в центральній нервовій системі. Зв'язуючись з ГАМК-А-рецепторами, мусцимол посилює гальмівні ефекти ГАМК, що призводить до гіперполяризації нейронів і зниження їх збудливості. Механізм дії включає наступні етапи:
1. Зв'язування: Мусцимол зв'язується з тими самими ділянками рецепторів ГАМК-А, що й ГАМК. Ці рецептори є пентамерними структурами, що складаються з різних субодиниць, які утворюють центральний хлоридний іонний канал.
2. Активація: Після зв'язування з рецептором ГАМК-А мусцимол викликає конформаційні зміни в рецепторі, що відкриває хлоридний іонний канал.
3. Надходження хлоридних іонів: Відкриття хлоридного каналу дозволяє іонам хлору (Cl-) надходити в нейрон. Цей приплив негативно заряджених іонів збільшує негативний заряд всередині нейрона, викликаючи гіперполяризацію мембрани нейрона.
4. Гіперполяризація: Гіперполяризація зменшує ймовірність того, що нейрон досягне порогу, необхідного для запуску потенціалу дії. Цей інгібуючий ефект знижує збудливість нейронів і послаблює загальну активність нейронних ланцюгів.
Дія мусцимолу на центральну нервову систему
Мусцимол, будучи структурним аналогом гамма-аміномасляної кислоти (ГАМК), взаємодіє з рецепторами ГАМК у центральній нервовій системі. Це призводить до зменшення активності нервових сигналів і викликає спокійний, розслаблений стан.
ГАМКA рецептори широко розповсюджені в мозку, тому при застосуванні мусцимолу він змінює активність нейронів у різних ділянках, включаючи кору головного мозку, гіпокамп та мозочок. Хоча мусцимол зазвичай вважається селективним агоністом ГАМКA з надзвичайно високою спорідненістю до ГАМК-А-дельта рецепторів, він також є частковим агоністом ГАМКAро рецепторів, і тому його спектр ефектів є результатом комбінованої дії на більш ніж один підтип ГАМКA рецепторів.

Анксіолітичні властивості
Мусцимол відомий своїми анксіолітичними властивостями, що означає, що він може зменшувати рівень тривоги та стати ефективним засобом для подолання різних розладів тривожності.

Аналгетичні ефекти
Деякі дослідження свідчать про аналгетичні властивості мусцимолу, які можуть сприяти зменшенню болю та дискомфорту в організмі.

Сприяння якості сну
Використання мусцимолу може сприяти поліпшенню якості сну та забезпеченню більш глибокого та відновлюючого сну.

Застосування в медицині
Мусцимол вивчається як потенційний препарат для лікування різноманітних розладів центральної нервової системи, таких як тривожність, безсоння та депресія. Додаткові дослідження в цьому напрямку можуть розкрити нові можливості для використання мусцимолу у клінічній практиці.

## Фізіологічна дія
Мусцимол у 5—10 разів більше психічно активний, ніж іботенова кислота. 
Мусцимол, як агоніст ГАМКA рецепторів, демонструє різноманітні фармакологічні ефекти, від нейропротекції та знеболення до впливу на когнітивні функції та лікування епілепсії.Поточні дослідження продовжують розкривати його потенційні терапевтичні застосування, що робить його сполукою, яка викликає значний інтерес у нейрофармакології.
Нещодавні дослідження мусцимолу висвітлюють наступні ефекти:
Модуляція нейротрансмісії: Імітуючи ГАМК і зв'язуючись з рецепторами ГАМКA, мусцимол посилює гальмівну нейротрансмісію. Це призводить до зниження частоти нейронів, що сприяє загальному заспокійливому впливу на ЦНС. Ця модуляція має вирішальне значення для підтримання балансу між збуджувальними та гальмівними сигналами в мозку.
Нейропротекторні ефекти: Нещодавнє дослідження продемонструвало нейропротекторні властивості мусцимолу. Дослідження показало, що мусцимол у складі відвару Шаояо Ганьцао може пом'якшувати збудливі пошкодження в клітинах PC12 через шлях Src-NR2-nNOS.
Мігрень і головний біль: Дослідження на моделях мігрені продемонстрували, що екстрасинаптичні  агоністи ГАМКA рецепторів, такі як мусцимол, можуть запобігати фенотипам, подібним до мігрені, пропонуючи нові шляхи для лікування мігрені.
Антидепресивні ефекти: Посилюючи гальмівну нейротрансмісію, мусцимол діє як депресант ЦНС. Це може призвести до розслаблення м'язів, зменшення тривожності.
Антиноцицептивні властивості: Було виявлено, що мусцимол має антиноцицептивну дію при застосуванні в поєднанні з циталопрамом, селективним інгібітором зворотного захоплення серотоніну. Цей додатковий ефект підкреслює потенціал мусцимолу в лікуванні болю.
Прийняття рішень та когнітивні функції: Дослідження ролі прелімбічної кори головного мозку щурів показало, що мусцимол може впливати на процеси прийняття рішень. Вводячи мусцимол, дослідники спостерігали значні зміни в активності кори головного мозку, які мають вирішальне значення для розуміння когнітивних функцій і когнітивних розладів.
Церебральна ішемічна травма: Було досліджено роль мусцимолу в полегшенні церебральної ішемічної травми, виявлено його здатність пригнічувати окислювальний стрес, аутофагію та апоптозні шляхи. Це дослідження підкреслює потенціал мусцимолу в лікуванні ішемічних станів.
Лікування болю: Активація рецепторів 5-HT5A у вентролатеральній орбітальній корі, поряд з модуляцією мусцимолом рецепторів ГАМКA, показала значні антиноцицептивні ефекти на моделях невропатичного болю та запального болю.
Моделі епілепсії: У дослідженнях на моделях абсансної епілепсії мусцимол продемонстрував вплив на T-тип кальцієвих каналів та ГАМК-рецептори, що дає уявлення про його протисудомні властивості.
Лікування залежності: Дослідження статевих відмінностей у регуляції рецепторів ГАМК підкреслило потенціал мусцимолу у вирішенні проблеми розладу вживання кокаїну, підкресливши його роль у ГАМК-ергічній модуляції.

### Мусцимол і тривожність
Мусцимол, потужний агоніст ГАМКA рецепторів, демонструє значні анксіолітичні властивості. Ця сполука, отримана з гриба Amanita muscaria, ефективно знижує тривожність, пригнічуючи активність центральної нервової системи. Вона посилює гальмівні ефекти ГАМК, основного гальмівного нейромедіатора в мозку, що призводить до зниження збудливості нейронів і заспокійливого ефекту.
Крім того, було показано, що мусцимол підвищує рівень дофаміну в мозку. Дофамін - це нейромедіатор, пов'язаний із задоволенням і регуляцією настрою. Підвищуючи рівень дофаміну, мусцимол не тільки зменшує тривожність, але й покращує настрій та сприяє відчуттю благополуччя. Цей подвійний ефект робить мусцимол перспективним кандидатом для лікування стресу, тривоги та пов'язаних з ними розладів настрою.
Терапевтичний потенціал мусцимолу полягає в його здатності модулювати ГАМК-ергічну систему. Рецептори ГАМКA відіграють вирішальну роль у підтримці балансу між збудженням і гальмуванням нейронів. Впливаючи на ці рецептори, мусцимол посилює природні гальмівні механізми мозку, що призводить до зниження тривожності та покращення настрою. Цей механізм подібний до дії бензодіазепінів, які зазвичай призначаються при тривозі, але мають ризик виникнення залежності та побічних ефектів. Мусцимол, з іншого боку, пропонує потенційно безпечнішу альтернативу завдяки своєму природному походженню та цілеспрямованій дії.
Результати досліджень мусцимолу дають цінну інформацію для розробки нових методів лікування тривоги та розладів настрою. Оскільки дослідники продовжують вивчати його дію, є потенціал до створення більш ефективних і цілеспрямованих методів лікування, які використовують його унікальні властивості. Підвищення рівня дофаміну, що спостерігається при лікуванні мусцимолом, також вказує на його потенційне застосування для лікування станів, що характеризуються низьким рівнем дофаміну, таких як депресія та певні розлади настрою.

## Продукти на основі мусцимолу
Мусцимол, психоактивна сполука, отримана з іботенової кислоти, що міститься в деяких грибах, зокрема в мухоморах, викликає значний інтерес завдяки своєму унікальному впливу на нервову систему. Мусцимол зв'язується з рецепторами ГАМК у мозку, що зумовлює його седативні властивості. Продукти на основі мусцимолу наразі досліджуються на предмет їхнього потенційного терапевтичного застосування, особливо в лікуванні тривоги, безсоння та інших неврологічних розладів. Поточні дослідження спрямовані на використання його лікувальних переваг у контрольованому контексті, що підкреслює ширший науковий інтерес до природних сполук як потенційних джерел для нових методів лікування.

## Хімія
Хімічна формула: C_4H_6N_2O_2
Молекулярна маса: 114,10 г/моль
Фізичні та хімічні властивості:
- Розчинність у воді: Мусцимол добре розчинний у воді.
- Температура плавлення: Він має температуру плавлення 175-177°C.
- Зовнішній вигляд: Зазвичай мусцимол має вигляд білого кристалічного порошку.

### Структура
Мусцимол був вперше виділений з Amanita pantherina вченим М.Ондою в 1964 році, і спочатку вважався амінокислотою або пептидом. Структуру було з'ясовано Такемото, Югстером, та Боуденом. Мусцимол є напівжорстким ізоксазолом, що містить як спиртові, так і амінометильні замісники. Мусцимол зазвичай зображують як таутомер, де він приймає амідоподібну конфігурацію. Його також часто показують як цвіттеріон.

### Ізоляція
Мусцимол можна виділити з м'якоті Amanita muscaria шляхом обробки киплячою водою, швидкого охолодження і подальшої обробки основною смолою. Осад промивають водою та елююють оцтовою кислотою за допомогою колонкової хроматографії. Елюат висушують у вакуумі, розчиняють у воді і пропускають через колонку з целюлозним фосфатом. Подальше елюювання гідроксидом амонію і перекристалізація зі спирту призводить до отримання чистого мусцимолу.
У випадках, коли чистий мусцимол не потрібен, наприклад, для рекреаційного або духовного використання, часто готують неочищений екстракт шляхом кип'ятіння висушеного Amanita muscaria у воді протягом тридцяти хвилин.

### Хімічний синтез
Мусцимол був синтезований у 1965 році Ганьо, який використовував бром-ізоксазол як вихідний матеріал у двоступеневій реакції. 3-бром-5-амінометил-ізоксазол (1) кип'ятили в суміші метанолу та гідроксиду калію протягом 30 годин, в результаті чого утворювався 3-метокси-5-амінометил-ізоксазол (2) з виходом 60%. 
(2) потім кип'ятили в концентрованій соляній кислоті для гідролізу метоксигрупи, а цвіттеріон викристалізовували з розчину метанолу і тетрагідрофурану після додавання триетиламіну з виходом 50%.
Хіміки повідомляють, що намагалися відтворити ці результати. Були розроблені більш надійні та масштабовані процедури, двома прикладами яких є синтези МакКеррі та Варасі.
Синтез МакКеррі - це триступеневий синтез з використанням ацетиліду літію, отриманого з пропаргілхлориду. Ацетилід (3) розчиняли в ефірі, охолоджували до -40 °C і обробляли надлишком етилхлороформату з утворенням етил-4-хлортетролату (4) з виходом 70%. (4) потім додавали до розчину води, метанолу та гідроксиламіну при -35 °C. При pH між 8,5 і 9 ізоксазол (5) був відновлений з виходом 41%. Мусцимол утворювався з виходом 65% при розчиненні (5) у насиченому розчині метанолу та безводного аміаку і нагріванні від 0 °C до 50 °C. Загальний вихід становив 18,7%.
Синтез Варасі вирізняється недорогими вихідними матеріалами та м'якими умовами. Він починається з поєднання 2,3-дихлор-1-пропену (6), бікарбонату калію, води і дибромоформальдоксиму (7), розчинених в етилацетаті. 5-хлорметил-3-бромоізоксазол (8) екстрагували з експериментальним виходом 81%. 5-амінометил-3-бромоізоксазол (9) утворювався з виходом 90% при взаємодії (8) з гідроксидом амонію в діоксані.
(9) потім кип'ятили з гідроксидом калію в метанолі з утворенням 5-амінометил-3-метоксиізоксазолу (10) з виходом 66%. Подальше кип'ятіння (10) з бромоводневою кислотою та оцтовою кислотою дозволило отримати мусцимол з виходом 62%. Загальний синтетичний вихід становив 30%.

## Токсичність
Токсичність та профіль безпеки мусцимолу вивчалися в різних контекстах, як експериментальних, так і клінічних.
Дозозалежні ефекти у приматів:
Дослідження на нелюдських приматах показало, що мусцимол, при введенні в зростаючих дозах, викликає оборотну гіперкінезію і дискінезії при вищих дозах (до 88,8 мМ), але при гістологічному дослідженні не було виявлено довготривалої токсичності.
Середня летальна доза у мишей становить 3,8 мг/кг підшкірно, 2,5 мг/кг внутрішньочеревно. LD50 у щурів становить 4,5 мг/кг внутрішньовенно, 45 мг/кг перорально.
Протисудомні властивості:
Мусцимол показав потенціал як протисудомний засіб, блокуючи судоми, викликані різними агентами на тваринних моделях, не викликаючи значної токсичності в терапевтичних дозах.
Випадки отруєння людей:
Ретроспективний огляд випадків отруєння мусцимолом з грибів Amanita показав, що симптоми включали шлунково-кишкові розлади, збудження ЦНС, але про смертельні випадки не повідомлялося. Більшість симптомів зникали протягом 24 годин.
Розподіл та метаболізм:
Дослідження розподілу мусцимолу у щурів показали, що він проникає в мозок і швидко метаболізується, що свідчить про його низьку токсичність при застосуванні в контрольованих дозах.
Мусцимол проявляє дозозалежні ефекти, причому вищі дози призводять до значних, але оборотних, симптомів з боку ЦНС. Його токсичність виявляється низькою при застосуванні в контрольованих умовах, оскільки в дослідженнях на тваринах не спостерігалося довготривалих пошкоджень, а випадки ураження людей закінчувалися без тяжких наслідків. Однак рекомендується дотримуватися обережності при його застосуванні, рекомендовано консультуватися з лікарем.

## Правовий статус

### Австралія
Мусцимол вважається забороненою речовиною Списку 9 в Австралії станом на жовтень 2015 року. Речовина Списку 9 - це речовина "яка може бути предметом зловживання або неправильного використання, виробництво, зберігання, продаж або використання якої має бути заборонено законом, за винятком випадків, коли вона необхідна для медичних або наукових досліджень, або для аналітичних, навчальних чи тренувальних цілей за погодженням з органами охорони здоров'я Співдружності та/або штату чи території".

### Сполучені Штати
Ані Amanita muscaria, ані мусцимол не вважаються контрольованими речовинами федеральним урядом Сполучених Штатів. Це означає, що вирощування, володіння та розповсюдження не регулюється урядом. Законність використання Amanita muscaria та мусцимолу як інгредієнтів у продуктах харчування є незрозумілою, оскільки жоден з них не схвалений FDA як харчова добавка. 
Мусцимол може регулюватися на рівні штату. Закон штату Луїзіана № 159 забороняє володіння та вирощування Amanita muscaria, окрім як для декоративних або естетичних цілей. За винятком компонентів законно виготовлених харчових продуктів або дієтичних добавок, закон забороняє препарати Amanita muscaria, призначені для споживання людиною, включаючи мусцимол.

### Україна
В Україні мусцимол і гриби, що його містять, не внесені до списку контрольованих речовин, регульованих законом. Це означає, що на даний момент немає спеціального законодавства, яке б забороняло або регулювало володіння, використання чи продаж мусцимолу та грибів, що його містять.

## Дивіться також
- Amanita muscaria

- Нейропротектор

- Іботенова кислота

- ГАМКA-рецептор